# Orthochirus atarensis
Espèce
Orthochirus atarensis est une espèce de scorpions de la famille des Buthidae.

## Distribution

Distribution

Cette espèce est endémique de la région de l'Adrar en Mauritanie. Elle se rencontre sur le plateau de l'Adrar vers Atar.

## Description
Le mâle holotype mesure 21,3 mm et la femelle paratype 23,2 mm.

## Étymologie
Son nom d'espèce lui a été donné en référence au lieu de sa découverte, Atar.

## Publication originale
- Lourenco & Leguin, 2011 : « Further considerations on the species of the genus Orthochirus Karsch, 1891 from Africa, with description of three new species (Scorpiones: Buthidae). » Euscorpius, no 123, p. 1–19 (texte intégral).